# Spinepeira
Spinepeira is een monotypisch geslacht van spinnen uit de  familie van de wielwebspinnen (Araneidae).

## Soort
- Spinepeira schlingeri Levi, 1995